# نظرية التشتت عبر الموشورات المتعددة

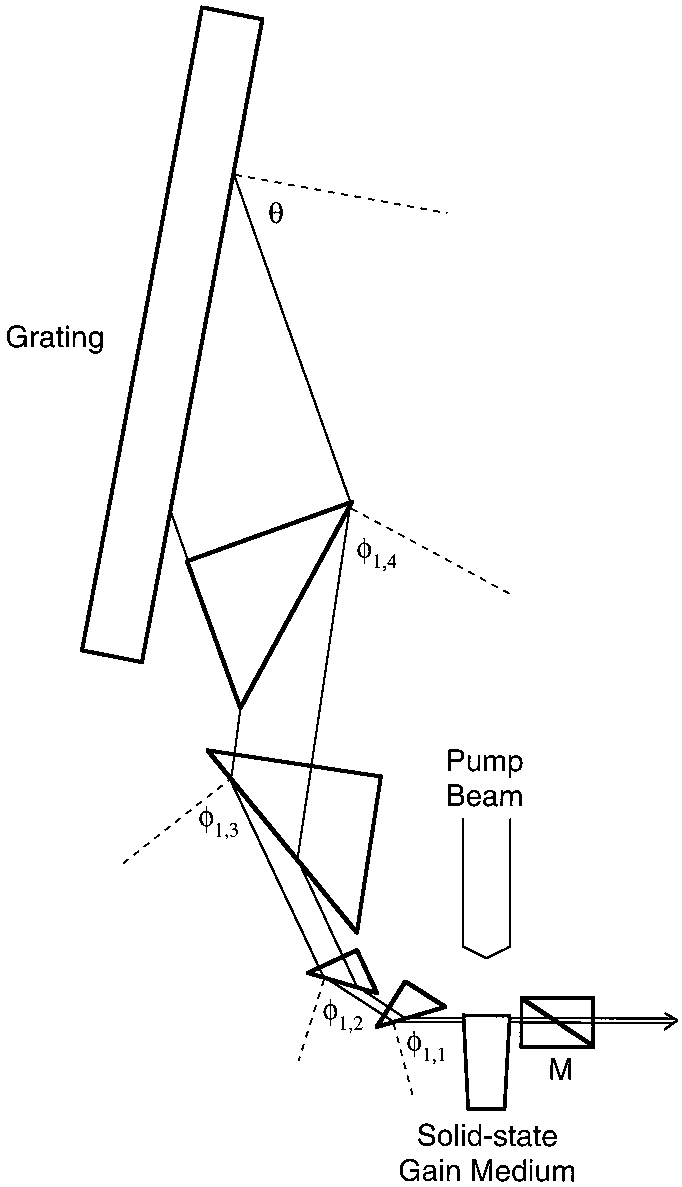

كان إسحاق نيوتن أول من أعطى وصفًا لأشعة الموشورات المتعددة، والتشتت الناتج عن الموشورات المتعددة في كتابه البصريات. وفي عام 1813، قدم ديفيد بروستر لكيفية توسع الأشعة عبر زوج من الموشورات. وفي عام 1959، قدّم ماكس بورن وإيميل وولف تفسيرًا رياضيًا لتشتت الأشعة عبر موشور واحد. وفي عام 1982، طرح دوارت وبيبر إلى نظرية عامة عن تشتت الأشعة عبر موشورات متعددة.
أبرز التطبيقات التي استفادت من تلك النظرية، هي:
- الليزر المجهري,[6][7]
- تصميم ليزر قابل للتوليف ذو العرض الموجي الضيق[8]
- الموشورات الموسعة للأشعة[4][5]
- الموشورات الضاغطة في ليزرات نبضات الفيمتوثانية.[9][10][11]